# Acanthochitona balesae
Acanthochitona balesae is een keverslakkensoort uit de familie van de Acanthochitonidae. De wetenschappelijke naam van de soort is voor het eerst geldig gepubliceerd in 1954 door Abbott.